# أليكس تشان
أليكس تشان (بالإنجليزية: Alex Chan)‏ هو لاعب دوري الرغبي نيوزلندي، ولد في 22 ديسمبر 1974 في أوكلاند في نيوزيلندا.

## روابط خارجية
- أليكس تشان على موقع ItsRugby.co.uk (الإنجليزية)